# Tizi N'Bechar
Tizi N'Bechar es un municipio (baladiyah) de la provincia o valiato de Sétif en la región de Cabilia, Argelia. En abril de 2008 tenía una población censada de 21 086 habitantes.
Se encuentra ubicado al noreste del país, al sur de la costa del mar Mediterráneo y la región de Cabilia, y al sureste de la capital del país, Argel.